# Плеска (Салаж)
Плеска (рум. Plesca) насеље је у Румунији у округу Салаж у општини Чизер. Oпштина се налази на надморској висини од 313 m.

## Становништво
Према подацима из 2002. године у насељу је живело 211 становника, од којих су сви румунске националности.